# Zmarszczki eoliczne
Zmarszczki eoliczne, riplemarki eoliczne – nagromadzenia ziarnistego materiału (zwykle piasku) transportowanego przez saltację lub wleczenie, mające postać grzbiecików o mniej więcej trójkątnym przekroju w płaszczyźnie pionowej, równoległej do kierunku ruchu wiatru, tworzące najczęściej szereg form powtarzających się rytmicznie.